# 薬師が丘
薬師が丘（やくしがおか）は、広島県広島市佐伯区の町名・住宅地名。一丁目から四丁目まである。郵便番号は731-5154（安芸五日市郵便局管区）。平成27年（2015年）現在、当地域の人口は2,956人。

## 地理
薬師が丘は広島市中心部（紙屋町）から西へ約10km、同市佐伯区内に位置する住宅団地。東で八幡・八幡が丘、西で倉重、南で城山、北で五日市町大字保井田と接する。

## 歴史

### 団地名の由来
広島市立八幡小学校の南にある正楽寺は、昔から縁結び・眼病に効くとされ、「お薬師さん」と呼ばれる。正楽寺は1879年に保井田から八幡に移設されたが、薬師が丘の位置は移設前の裏山にあたる。そのことにちなんで、団地名がつけられた。

### 沿革
- 1971年 - （昭和46年） 五洋建設による造成開始[3]。
- 1975年 - （昭和50年）造成工事完了[3]。
- 1980年 - （昭和55年）広電バスが運行開始[3]。

## 交通

### バス
団地内には広電バス薬師が丘線が走っており、広島市中心部へ向かう「広島バスセンター行き」と、佐伯区の玄関口である五日市駅へ向かう「五日市駅北口行き」が運行されている。

### 道路
西広島バイパスを五日市ランプで降り、波出石交差点を右折し県道41号線を北上。保井田交差点を左折。